# 사마리아 우물의 여인

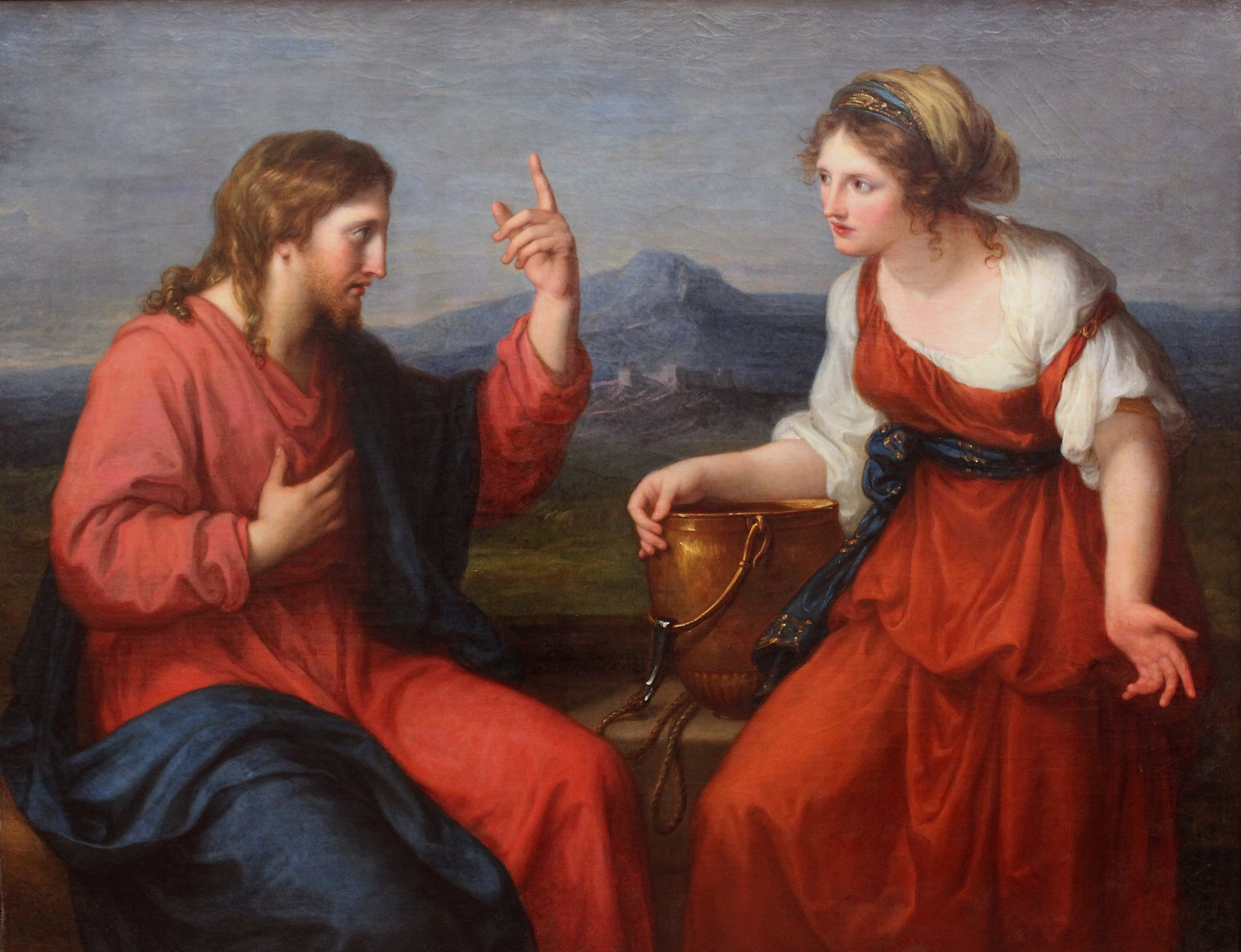

사마리아 우물의 여인은 요한복음에 나오는 인물이다. 요한복음 4장 4~42절에는 수가 성 근처 야곱의 우물에서 그녀가 예수님과 나눈 대화가 나와 있다.

## 성경적 기록
4사마리아를 통과하여야 하겠는지라
5사마리아에 있는 수가라 하는 동네에 이르시니 야곱이 그 아들 요셉에게 준 땅이 가깝고
6거기 또 야곱의 우물이 있더라 예수께서 길 가시다가 피곤하여 우물 곁에 그대로 앉으시니 때가 여섯 시쯤 되었더라
7사마리아 여자 한 사람이 물을 길으러 왔으매 예수께서 물을 좀 달라 하시니
8이는 제자들이 먹을 것을 사러 그 동네에 들어갔음이러라
9사마리아 여자가 이르되 당신은 유대인으로서 어찌하여 사마리아 여자인 나에게 물을 달라 하나이까 하니 이는 유대인이 사마리아인과 상종하지 아니함이러라
10예수께서 대답하여 이르시되 네가 만일 하나님의 선물과 또 네게 물 좀 달라 하는 이가 누구인 줄 알았더라면 네가 그에게 구하였을 것이요 그가 생수를 네게 주었으리라
11여자가 이르되 주여 물 길을 그릇도 없고 이 우물은 깊은데 어디서 당신이 그 생수를 얻겠사옵나이까
12우리 조상 야곱이 이 우물을 우리에게 주셨고 또 여기서 자기와 자기 아들들과 짐승이 다 마셨는데 당신이 야곱보다 더 크니이까
13예수께서 대답하여 이르시되 이 물을 마시는 자마다 다시 목마르려니와
내가 주는 물을 마시는 자는 영원히 목마르지 아니하리니 내가 주는 물은 그 속에서 영생하도록 솟아나는 샘물이 되리라
14여자가 이르되 주여 그런 물을 내게 주사 목마르지도 않고 또 여기 물 길으러 오지도 않게 하옵소서
15이르시되 가서 네 남편을 불러 오라
16여자가 대답하여 이르되 나는 남편이 없나이다 예수께서 이르시되 네가 남편이 없다 하는 말이 옳도다
17너에게 남편 다섯이 있었고 지금 있는 자도 네 남편이 아니니 네 말이 참되도다
18여자가 이르되 주여 내가 보니 선지자로소이다
19우리 조상들은 이 산에서 예배하였는데 당신들의 말은 예배할 곳이 예루살렘에 있다 하더이다
20예수께서 이르시되 여자여 내 말을 믿으라 이 산에서도 말고 예루살렘에서도 말고 너희가 아버지께 예배할 때가 이르리라
21너희는 알지 못하는 것을 예배하고 우리는 아는 것을 예배하노니 이는 구원이 유대인에게서 남이라
22아버지께 참되게 예배하는 자들은 영과 진리로 예배할 때가 오나니 곧 이 때라 아버지께서는 자기에게 이렇게 예배하는 자들을 찾으시느니라
23하나님은 영이시니 예배하는 자가 영과 진리로 예배할지니라
24여자가 이르되 메시야 곧 그리스도라 하는 이가 오실 줄을 내가 아노니
25그가 오시면 모든 것을 우리에게 알려 주시리이다
26예수께서 이르시되 네게 말하는 내가 그라 하시니라— 요한복음 4장 4-26절

이 사건은 예수가 갈릴리로 돌아오기 전에 일어난 사건이다. 사마리아인들은 유대인들과 신앙의 많은 부분을 공유하고 있었지만 당시 유대인들은 사마리아인을 외국인으로 여기며 적대적인 태도를 보였으나, 그 외에도 사마리아인들을 동료 유대인이나 사마리아인 이스라엘인으로 받아들이는 유대인들이 상당수 있기는 했다. 사마리아인과 유대인 공동체는 바빌론 유수 이후에 서로 떨어져 나간 것으로 보인다. 두 공동체 모두 모세오경을 공유하지만, 결정적으로 사마리아 오경은 요한복음 4장 20절에 기록되었듯 시온산이 아닌 그리심산을 거룩한 산으로 보았다.
요한복음은 누가복음과 마찬가지로 전체적으로 사마리아인들에게 호의적이며, 마태복음에서는 예수께서 사역의 초기 단계에서 추종자들에게 그 당시에는 사마리아인의 어떤 도시에도 복음을 전하지 말라고 말씀하신 것을 인용하고 있다. 이 제한은 나중에 마태복음 28:19에 이르러 분명히 취소되었다. 학자들은 신약성경에 나오는 사마리아인 언급이 역사적으로 정확한 것인지에 대해 의견이 나뉜다. 한 가지 견해는 역사적 예수가 사마리아인과 접촉하지 않았다는 것이다. 다른 하나는 그 기록이 예수 자신에게까지 거슬러 올라간다는 것이다. 사도행전 1장 8절에서 예수님은 사도들에게 사마리아인들의 증인이 되겠다고 약속하셨다.

## 같이 보기
- 아시아 여성 신학
- 선한 사마리아인의 비유